# Santa Efigênia de Minas
Santa Efigênia de Minas est une municipalité brésilienne de l'État du Minas Gerais et la Microrégion de Guanhães.